# Lucio Egnazio Rufo
Lucio Egnazio Rufo (in latino: Lucius Egnatius Rufus) (fl. I secolo a.C.) è stato un politico romano.

## Biografia
Appartenente all'ordine equestre, sembra aver guadagnato una grande fortuna economica esercitando nelle province la professione di banchiere e di esattore delle tasse. Fu un amico di Cicerone, che lo raccomandò a numerosi governatori di provincia: Quinto Filippo , Quinzio Gallio , Appuleio  e Silio .
Lo stesso Cicerone ed il fratello Quinto fecero numerosi affari con Lucio Egnazio Rufo, come riportato in diversi punti delle Epistulae ad Atticum .